# Rebel Rodriguez
Rebel Antonio Rodriguez (* 1999 in Austin, Texas) ist ein US-amerikanischer Schauspieler und Sohn von Robert Rodriguez.
Bereits 2002 hatte Rebel Rodriguez einen Einsatz als Stuntdouble in dem Film Spy Kids 2 – Die Rückkehr der Superspione. In Planet Terror, Teil des Double Features Grindhouse, spielte er 2007 den Tony Block, der sich im Laufe des Films selbst erschießt.
In allen seinen bisherigen Filmen führte sein Vater Robert Rodriguez Regie. Seine Mutter ist die Produzentin Elizabeth Avellan, er hat drei Brüder und eine Schwester.

## Filmografie (Auswahl)
- 2002: Spy Kids 2 – Die Rückkehr der Superspione (Spy Kids 2: The Island of Lost Dreams)
- 2005: Die Abenteuer von Sharkboy und Lavagirl in 3-D (The Adventures of Sharkboy and Lavagirl in 3-D)
- 2007: Planet Terror
- 2009: Das Geheimnis des Regenbogensteins (Shorts)